# Winkelcentrum Paddepoel
Winkelcentrum Paddepoel is een overdekt winkelcentrum in de wijk Paddepoel in de Nederlandse stad Groningen. Het is in 1969 geopend als onoverdekt winkelcentrum. In 1991 werd het gerenoveerd en werd er een dak geplaatst.
Het winkelcentrum beschikt over vijfhonderd parkeerplaatsen. In het winkelcentrum bevinden zich negentig winkels en het beslaat een totale oppervlakte van 14.920 m².

## Rookvrij
Sinds 1 januari 2007 is het winkelcentrum rookvrij. Deze maatregel is getroffen nadat een onderzoek heeft uitgewezen dat de meeste klanten zich storen aan de rook. Hierdoor is winkelcentrum Paddepoel een van de eerste rookvrije winkelcentra in Nederland. Ook fietsen mogen sinds 1 januari 2007 niet meer mee het winkelcentrum in.

## Renovatie en uitbreiding
Eind 2010 maakte de vereniging van eigenaren van het winkelcentrum renovatieplannen bekend. In zes stappen wil men het winkelcentrum een grote facelift geven. In de eerste helft van 2011 is de eerste fase voltooid, die het vernieuwen van de gevelreclames en het schilderwerk binnen het winkelcentrum inhielden. In de latere fases zijn de grootste uitbreidingen en veranderingen het vernieuwen van de gevels aan de buitenkant, het verplaatsen van de ingang aan de noordzijde van het winkelcentrum (Eikenlaanzijde), en de bouw van een nieuw gedeelte winkelcentrum op de huidige grote parkeerplaats. In dit nieuwe gedeelte zouden onder andere een grote supermarkt gevestigd moeten gaan worden. Boven op het nieuwe gebouw komt een groot, nieuw parkeerdek ter vervanging van de huidige parkeerplaats. De nieuwbouw vindt plaats binnen de zesde en laatste fase van de renovatie.